# Gwiazda Nanchangu

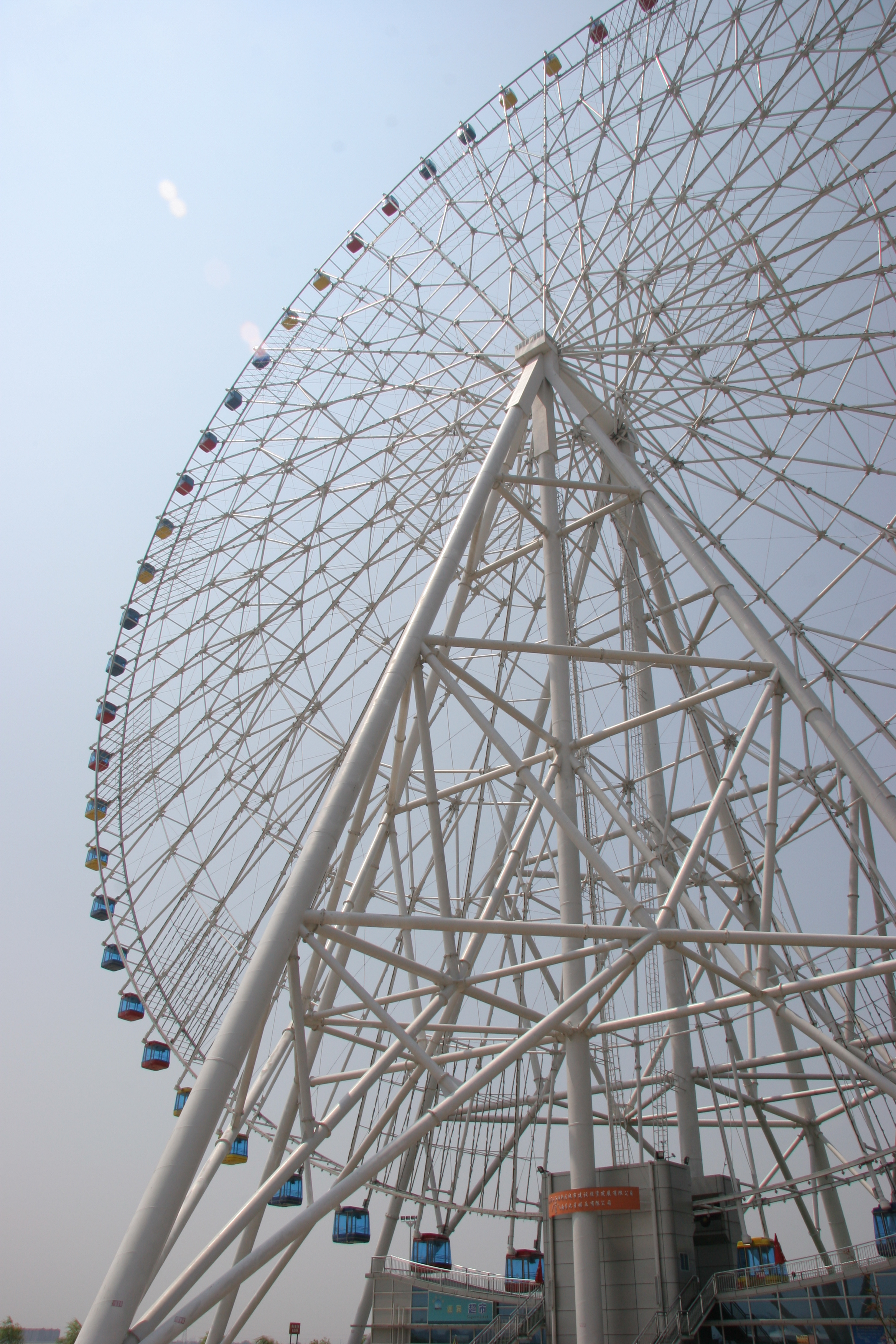

Gwiazda Nanchangu (chiń. 南昌之星) - drugi na świecie diabelski młyn pod względem wysokości - zaraz po Singapore Flyer w Singapurze. Ma wysokość 160 metrów. Położony jest we wschodnich Chinach w mieście Nanchang. Został otwarty w maju 2006 roku. Koszt budowy wyniósł 57 milionów juanów. Bilet kosztuje 50 juanów (nieco ponad 6 dolarów).
Gwiazda Nanchangu ma 60 klimatyzowanych kabin, z których każda może pomieścić do 8 pasażerów. Łącznie cały młyn może pomieścić zatem 480 osób. Jeden obrót trwa około 30 minut; powolny ruch obrotowy pozwala na wejście i wyjście z kabiny bez zatrzymywania młyna.